# Johannes Dicke III.
Johannes Dicke III. († 1352) war ein Ratsherr und Bürgermeister der Hansestadt Lüneburg.

## Leben
Johannes Dicke III. war der Sohn von Johannes II., welcher 1287 Ratsherr in Lüneburg war. Seine Ehefrau war V(V)alburgis von der Möhlen, Tochter des Lüneburger Ratsherrn und Bürgermeisters Albert von der Möhlen I.
Johannes III. war 1324 Ratsherr und 1347 Bürgermeister von Lüneburg.
Er kaufte 1344 von Alheid, Witwe des Johannis Bischoping, einen Hof und ein Haus in Oedeme. 
In erster Ehe heiratete er Ermegardis Beven und in zweiter Ehe Gebbeke. Der Sohn von Johannes, Johannes IV., war 1376 Ratsherr in Lüneburg.